# Edi Rama
Edi Rama, ursprungligen Edvin Rama,
född 4 juli 1964 i Tirana i Albanien, är en albansk konstnär och politiker och sedan 2013 landets premiärminister. I parlamentsvalet 2013 segrade Ramas socialistiska koalition över Sali Berishas allians och den 15 september tillträdde han som premiärminister presenterade Regeringen Rama.
Rama studerade vid Akademin för de sköna konsterna i Tirana och utexaminerades 1986. Från 1987 till 1996 undervisade han i konst. Rama gick i exil 1997 efter att ha blivit svårt misshandlad av politiska motståndare. Han återvände till Albanien efter slutet av Sali Berishas styre och utsågs till landets kulturminister. År 2000 valdes Rama till borgmästare i Tirana och lyckades förvandla den fallfärdiga huvudstaden till en europeisk stad. År 2004 blev han utvald till världens främsta borgmästare i en världsomspännande omröstning. Efter nederlaget i parlamentsvalet 2005 avgick Fatos Nano som partiledare och Rama ställde upp som kandidat till posten och vann. Han förlorade 2011 valet till borgmästare med en ytterst liten marginal.
Rama är son till Kristaq Rama.